# Schafproduktion

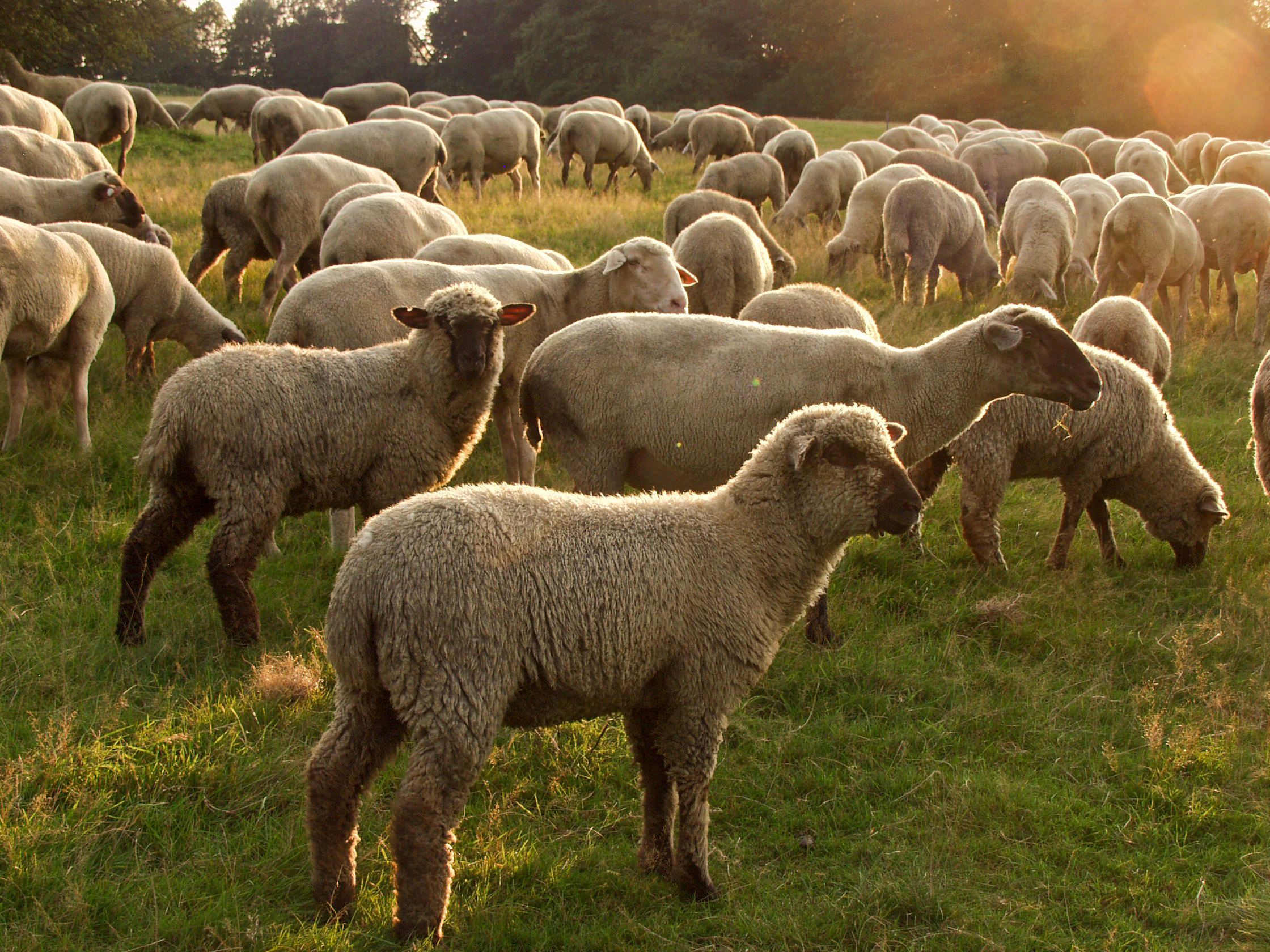
Schafe sind als extensiv gehaltene Nutztiere in der Landschaftspflege von Kulturlandschaften unverzichtbar

Die Schafproduktion umfasst die Systeme der Produktion von Erzeugnissen von Schafen. Die wichtigsten Erzeugnisse sind Schaffleisch, Schafsmilch und Schafswolle, das wichtigste Nutztier ist das Hausschaf.

## Globale Schafproduktion
| Die größten Schaffleischproduzenten (2007) |                        |                                    |        |
| Rang                                       | Land                   | Schaffleischproduktion (in Tsd. t) | Anteil |
| 1                                          | Volksrepublik China    | 2500                               | 24 %   |
| 2                                          | Australien             | 1254                               | 8 %    |
| 3                                          | Neuseeland             | 883                                | 7 %    |
| 4                                          | Iran                   | 390                                | 4 %    |
| 5                                          | Vereinigtes Königreich | 325                                | 3 %    |
| 6                                          | Türkei                 | 272                                | 3 %    |
| 7                                          | Indien                 | 234                                | 2 %    |
| 8                                          | Syrien                 | 205                                | 2 %    |
| 9                                          | Spanien                | 203                                | 2 %    |
| 10                                         | Algerien               | 182                                | 2 %    |

| Die größten Schafmilchproduzenten (2007) |                     |                                  |        |
| Rang                                     | Land                | Schafmilchproduktion (in Tsd. t) | Anteil |
| 1                                        | Volksrepublik China | 2072                             | 12 %   |
| 2                                        | Syrien              | 1874                             | 10 %   |
| 3                                        | Türkei              | 1783                             | 9 %    |
| 4                                        | Griechenland        | 1727                             | 8 %    |
| 5                                        | Rumänien            | 1638                             | 7 %    |
| 6                                        | Italien             | 1560                             | 6 %    |
| 7                                        | Iran                | 934                              | 6 %    |
| 8                                        | Sudan               | 498                              | 6 %    |
| 9                                        | Somalia             | 468                              | 5 %    |
| 10                                       | Spanien             | 410                              | 5 %    |

| Die größten Schafwolleproduzenten (2007) |                        |                                  |        |
| Rang                                     | Land                   | Schafwolleproduktion (in Tsd. t) | Anteil |
| 1                                        | Australien             | 465                              | 21 %   |
| 2                                        | Volksrepublik China    | 395                              | 18 %   |
| 3                                        | Neuseeland             | 218                              | 10 %   |
| 4                                        | Iran                   | 75                               | 3 %    |
| 5                                        | Vereinigtes Königreich | 62                               | 3 %    |
| 6                                        | Argentinien            | 60                               | 3 %    |
| 7                                        | Russland               | 51                               | 2 %    |
| 8                                        | Sudan                  | 46                               | 2 %    |
| 9                                        | Türkei                 | 46                               | 2 %    |
| 10                                       | Indien                 | 46                               | 2 %    |

### Schaffleisch
Im Jahr 2007 wurden 8.303.867 Tonnen Schaffleisch erzeugt. Die größten Schaffleischproduzenten sind China, Australien und Neuseeland.

### Schafmilch
2007 wurden 9.043.925 Tonnen Schafmilch produziert. Die größten Erzeugerländer sind China, Syrien und die Türkei.

### Schafwolle
2007 wurden 2.173.370 Tonnen Schafwolle produziert. Die wichtigsten Produzenten sind Australien, China und Neuseeland.

## Rassen
Schafrassen lassen sich in vier Gruppen zusammenfassen: Merinoschafe, Fleischschafe, Milchschafe und Landschafe.

## Schafbestand
Im Jahr 2019 hatte die EU (28 Länder) einen Schafbestand von 85,2 Millionen lebenden Tieren. Mit dem Austritt des Vereinigten Königreichs aus der EU hat die Gemeinschaft mehr als ein Viertel ihrer Schafe verloren.
| Schafbestand Maßeinheit: Tausend Köpfe (Tiere) | Schafbestand Maßeinheit: Tausend Köpfe (Tiere) | Schafbestand Maßeinheit: Tausend Köpfe (Tiere) |
| Land                                           | 2019                                           | 2020                                           |
| ---------------------------------------------- | ---------------------------------------------- | ---------------------------------------------- |
| Belgien                                        | 117,32(geschätzt)                              | -                                              |
| Bulgarien                                      | 1.280,98                                       | 1.307,77                                       |
| Tschechien                                     | 213,07 (geschätzt)                             | -                                              |
| Dänemark                                       | 138,01 (geschätzt)                             | -                                              |
| Deutschland                                    | 1.556,50                                       | 1.483,70                                       |
| Estland                                        | 73,10                                          | -                                              |
| Irland                                         | 3.809,37                                       | 3.877,22                                       |
| Griechenland                                   | 8.427,00                                       | 8.260,00 (vorläufig)                           |
| Spanien                                        | 15.478,62                                      | 15.439,22 (vorläufig)                          |
| Frankreich                                     | 7.105,00                                       | 7.301,07                                       |
| Kroatien                                       | 658,00                                         | 662,00                                         |
| Italien                                        | 7.000,88                                       | 7.034,16                                       |
| Zypern                                         | 310,99 (geschätzt)                             | -                                              |
| Lettland                                       | 99,82                                          | 91,89                                          |
| Litauen                                        | 152,10                                         | 140,60                                         |
| Luxemburg                                      | 8,68 (geschätzt)                               | -                                              |
| Ungarn                                         | 1.061,00                                       | 944,00                                         |
| Malta                                          | 13,16                                          | 13,15                                          |
| Niederlande                                    | 758,00                                         | 710,00                                         |
| Österreich                                     | 402,66                                         | 393,76                                         |
| Polen                                          | 268,54 (geschätzt)                             | -                                              |
| Portugal                                       | 2.219,78                                       | 2.181,02                                       |
| Rumänien                                       | 10.358,70                                      | 10.464,40                                      |
| Slowenien                                      | 110,26 (geschätzt)                             | -                                              |
| Slowakei                                       | 320,56                                         | -                                              |
| Finnland                                       | 144,88 (geschätzt)                             | -                                              |
| Schweden                                       | 371,23                                         | 369,87 (vorläufig)                             |
| Island                                         | 416,00                                         | 401,00                                         |
| Vereinigtes Königreich                         | 22.756,00                                      | -                                              |
| Montenegro                                     | 182,10 (vorläufig)                             | -                                              |
| Nordmazedonien                                 | 684,00                                         | 631,00                                         |
| Albanien                                       | 1.758,33                                       | 1.557,86                                       |
| Serbien                                        | 1.642,00                                       | 1.685,00                                       |
| Türkei                                         | -                                              | -                                              |
| Bosnien und Herzegowina                        | 1.013,00 (geschätzt)                           | 1.014,00 (geschätzt)                           |

## Haltung
Die Haltung von Schafen richtet sich nach ihrer Nutzung: So werden Milchschafe zweimal täglich gemolken, während Wollschafe nur einmal im Jahr geschoren werden. Drei Hauptnutzungssysteme können unterschieden werden: Die extensive Haltung zur Produktion von Wolle und Fleisch, intensive Haltung zur Milchproduktion.

### Extensive Haltung

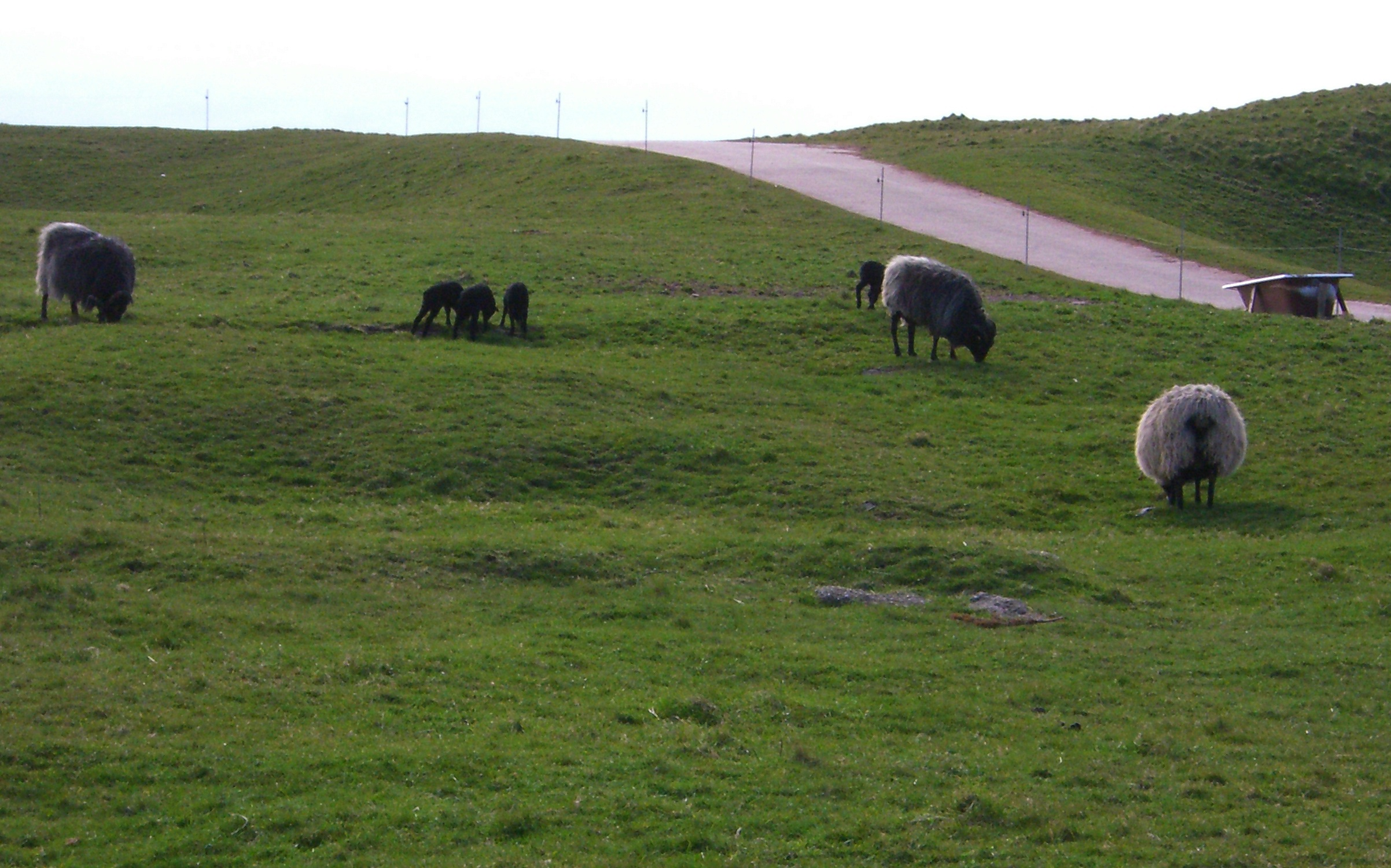
Schafe auf Helgoland

Die Extensivhaltung (großflächige Landnutzung mit geringem Viehbesatz) ist das in allen Ländern häufigste Haltungssystem. Sie reicht von der eingezäunten Haltung relativ kleiner Tiergruppen im Flachland bis zur Haltung großer Herden auf nicht eingezäunten Weiden. In den feuchten Mittelbreiten Mittel- und Nordeuropas und des östlichen Nordamerikas werden Schafe zumeist auf anthropogen geschaffenem Grünland gehalten, auf dem ohne die Beweidung Wald stehen würde.
Großbritannien ist der wichtigste Schafproduzent in Europa und unterscheidet sich in seinen Haltungssystemen stark vom Kontinent. Die Herden sind mit 300 Tieren etwa dreimal so groß, und das Futter ist fast ausschließlich Gras. In Wales sind die Herden dabei deutlich kleiner als in Schottland, wo typische Herden mehr als Tausend Mutterschafe haben. Die Hochlandschafe werden als robuste Rassen – die kaum menschliche Obhut benötigen – in der Züchtung von Flachlandrassen und in der Fleischproduktion verwendet, was die Widerstandskraft der Tiere erhöht und deren Fleisch verbessert. Die Betriebe der Flachlandhaltung sind diverser als die der Hügellandhaltung; sie reichen von reinen Grünlandbetrieben bis zu vorrangig Ackerbau treibenden.

#### Pastoralismus

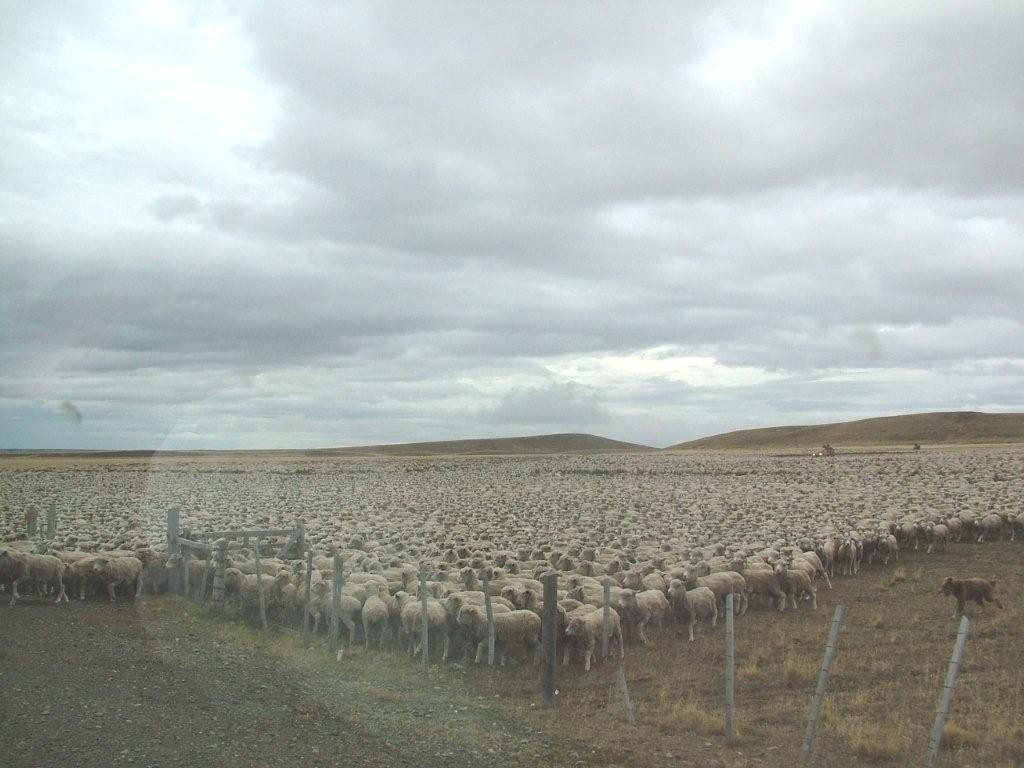
Schafherde in Patagonien

Der Pastoralismus – die Weidewirtschaft in natürlichen Offenlandschaften – ist eine extensive Form, die vor allem in semiariden und anderen Gebieten zu finden, wo Ackerbau erschwert oder nicht möglich ist.

##### Stationärer Pastoralismus
Bei den modernen, stationären Formen des Pastoralismus, werden Schafe auf gemanagten (z. B. Einsaaten von Futtergräsern, abgetrennte Heuwiesen, Trinkwasserbrunnen u. ä.) und sehr großzügig eingezäunten Naturweiden gehalten. Im Winter erfolgt häufig Beifütterung; Stallhaltung ist eher selten. Typische Vertreter dieser Haltungsform finden sich auf den Ranches in den trockenen Gebieten Nordamerikas, Südamerikas, Südafrikas und den Sheep stations Australiens und Neuseelands.
In Australien variieren die Bestandsgrößen und die Betriebstypen lassen sich anhand der Klimazonen differenzieren. In Gebieten mit hohem Niederschlag und Weizenanbaugebieten im Süden und Westen liegen die Tierzahlen bei spezialisierten Schafbetrieben zwischen 1500 und 3000 Tieren pro Arbeitskraft; im Osten deutlich über 3000.
Auf der Südinsel Neuseelands ist die Schafhaltung die wichtigste Weidenutzung. Die Herden haben Durchschnittsgrößen von 1400 Tieren, verfügen nur selten über Ställe und werden nur im Winter gelegentlich mit Heu oder Silage zugefüttert, da das Graswachstum fast das ganze Jahr hindurch erfolgt. Lämmer werden im Frühling geboren. Die Besatzdichte ist maximal 25 Tiere pro Hektar. In Neuseeland werden Schafe verwendet, die weniger wetterempfindlich sind und kaum menschliche Hilfe benötigen. Dies wird auch erreicht, indem Herden ohne menschliche Eingriffe lange Zeit auf derselben Fläche leben und so eine Anpassung stattfindet.

##### Mobiler Pastoralismus
Hierzu gehören die traditionell mobilen Formen (mobile Tierhaltung, Nomadismus, Transhumanz) im mittleren Osten, Zentralasien, in Teilen Nordafrikas und Subsahara-Afrikas, in den Mittelmeerländern und den Nord-Anden. Für viele ehemals nomadische Hirtenvölker sind Schafe aufgrund der Vielzahl der Verwendungen (Milchprodukte, Fleisch, Felle und Wolle sowie Dung als Brennstoff, Organe zum Buttern und zur Wurstherstellung) sehr wichtig. Die Herden sind ein Kapitalstock und eine Absicherung gegen Risiken, die Milch der wichtigste Eiweißlieferant und die Schafe dienen teilweise als Lasttiere.
Die Schafe werden abends von den Weiden in die Lager getrieben, um vor Raubtieren Schutz zu erhalten und Dung als Brennmaterial zu liefern. Hunde werden als Schutz ebenfalls eingesetzt. Die Milch wird in gemäßigten Breiten, wo die Tiere saisonal fruchtbar sind, während des Frühlings und Sommers nach dem Absetzen der Lämmer gewonnen, Schlachtungen finden im Winter statt. In tropischen Regionen ist Milch das ganze Jahr verfügbar. Die Milchleistung ist aufgrund der schlechteren Nährstoffversorgung der Tiere geringer als in den anderen Haltungssystemen.
Im Hochland von Tibet werden Herden von 60 bis 250 Tieren gehalten. Durchschnittlich 30 % sind Böcke, die Wolle und Tragleistung liefern, 44 % laktierende Mutterschafe. 20–30 Tiere werden jährlich zum Verkauf oder Konsum geschlachtet. Im Sommer werden die Schafe umhergetrieben, damit sich die Weiden regenerieren können. Nach dem Absetzen wird zweimal täglich per Hand gemolken. In Rajasthan sind die Herden zwischen 20 und 200 Tiere groß, die männlichen Lämmer werden verkauft, die Milch wird hingegen für den Heimkonsum verarbeitet. In der Trockenzeit grasen die Schafe auf Weiden, in der Regenzeit im Wald, und werden gelegentlich mit Samen, Körnern, Stroh, Ghee oder Pflanzenöl zugefüttert. Den Schafen kommt teilweise eine Rolle in religiösen Ritualen zu, für die sie gewaschen, angemalt, mit Schmuck behangen und mit Zucker gefüttert werden.

### Intensive Haltung
Die Intensivhaltung von Schafen ist eher selten und konzentriert sich auf die Milchschafhaltung, die vor allem in Südeuropa, dem Nahen und Mittleren Osten anzutreffen ist, aber auch in Großbritannien, den USA, Zentralamerika, Südafrika, Australien und Neuseeland an Bedeutung gewinnt. Die Schafe werden während ihrer drei- bis sechsmonatigen Laktationsperiode zweimal täglich gemolken. Die Tiere leben teilweise in Extensivhaltung ganzjährig auf Weiden, in Israel und Australien aber auch gänzlich im Stall. Dort werden sie mit Silage, Getreide und proteinreichen Lupinen, Baumwollsaat- und Sojamehl gefüttert.
Die natürliche Säugedauer beträgt je nach Rasse zwischen 25 und 75 Tagen, wird jedoch in manchen Ländern wie Tschechien, Deutschland, England, Australien und Israel eliminiert, um sofort nach der Geburt mit dem Melken beginnen zu können. Die Lämmer werden entweder künstlich oder durch ein milchleistungsschwächeres Schaf gesäugt. Teilweise werden aber auch gemischte Systeme mit gleichzeitigem Säugen und Melken gefahren, da die Milchleistung durch das Entwöhnen abnimmt. Die Milchleistung erreicht nach 4–7 Wochen ein Maximum von bis zu 3,5 Litern pro Tag, und beträgt während der 150 bis über 200 Tage dauernden Laktation durchschnittlich 2 Liter. Die natürliche saisonale Fruchtbarkeit wird durch synchronisierten Östrus und Zucht übergangen und
ermöglicht Ablammintervalle von rund 300 Tagen. In intensiven Systemen lammt ein Mutterschaf erstmals mit 14 Monaten und kann damit bis zu 10 Laktationsperioden haben, in traditionellen Systemen erst mit 22 Monaten. Auf Weiden gehaltene Mutterschafe haben einen um 30 % geringeren Milchleistung als intensiv gehaltene Tiere, produzieren jedoch mehr ungesättigte Fettsäuren.

### Kupieren des Schwanzes
Zumindest in der Schweiz ist das Kupieren des Schwanzes ohne Schmerzausschaltung erlaubt, sofern der Eingriff von einer fachkundigen Person durchgeführt wird und vor dem 7. Lebenstag des Tieres geschieht.